# توپ بابا مرزوق

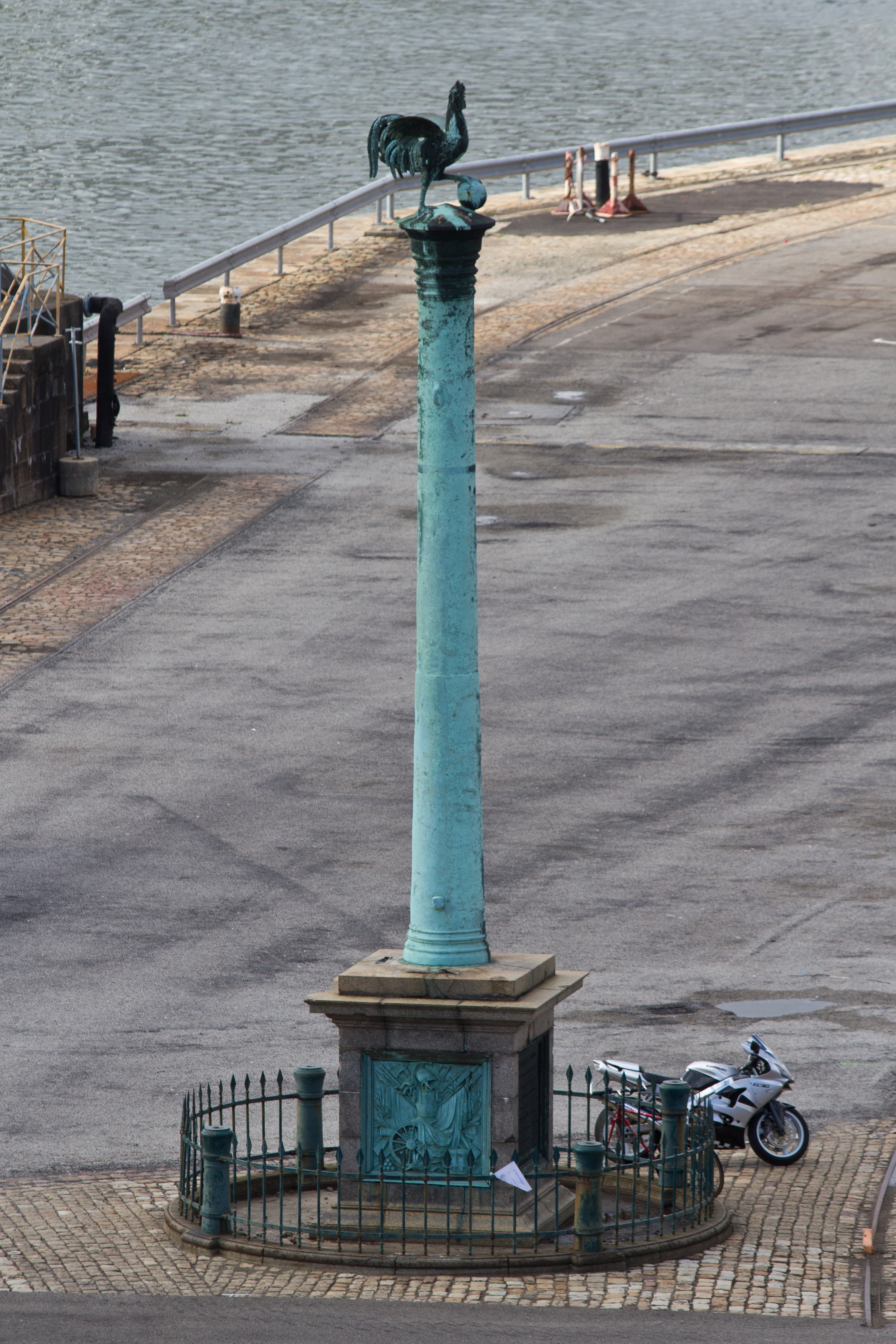
نمایش توپ بابا مرزوق در زرادخانه برست

توپ بابا مرزوق (عربی: مدفع بابا مرزوق) یک توپ تاریخی است که نام آن با تاریخ نبرد دریایی الجزایر در دوران امپراتوری عثمانی همراه است. طول آن هفت متر است و برد آن از بندر فعلی الجزیره تا قلعه تامنفوست در لنگرگاه بزرگ حدود ۵ کیلومتر (دقیقاً ۴۸۷۲ متر) است. وزن آن ۱۲ تن تخمین زده شده‌است. بابا مرزوق آن را در پایان کارهای تقویت شهر الجزیره در سال ۱۵۴۲ ساخته‌است.

## تاریخچه

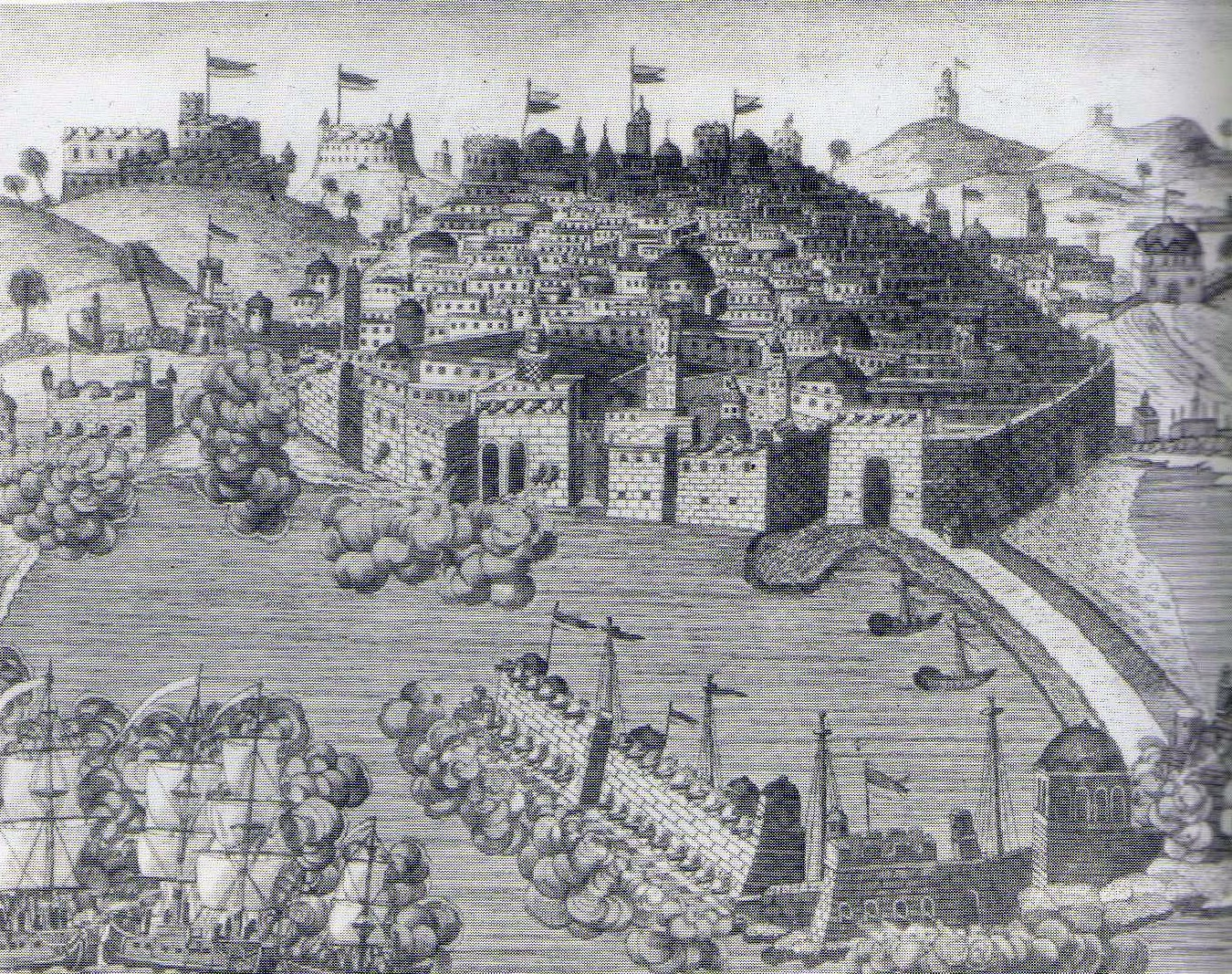
بمباران در الجزایر در سال ۱۶۸۲

فرانسویان آن را توپ کنسولی می‌خوانند (به فرانسوی: consulaire). بعد از آنکه حاکم الجزایر در اواخر قرن ۱۷ ـ پاشا حسن ـ اقدام به توپ‌باران کابینه دیپلماتیک یکی پس از دیگری در طول ساحل با استفاده از بابا مرزوق کردند و این حادثه در ۱۶۸۸ میلادی هم تکرار شد و بعد از آنکه شهر حفاظت شده الجزایر اشغال شد ارتش فرانسه که شهر را اشغال کرده بود در عرض چند روز آنرا تغییر داده و آن را بعنوان غنیمت جنگی به پادشاه فرانسه بخشیدند.
در قرن ۱۵ میلادی، به شهر الجزیره (پایتخت) قلعه غیرقابل نفوذ گفته می‌شد و به آن نام «حفاظت شده» داده بودند. در طول این دوره که با تحولات سیاسی و نظامی زیادی در دریای مدیترانه متمایز می‌شود، این توپ نقش یک محافظ قوی برای پایتخت بازی می‌کرد.

## نگارخانه

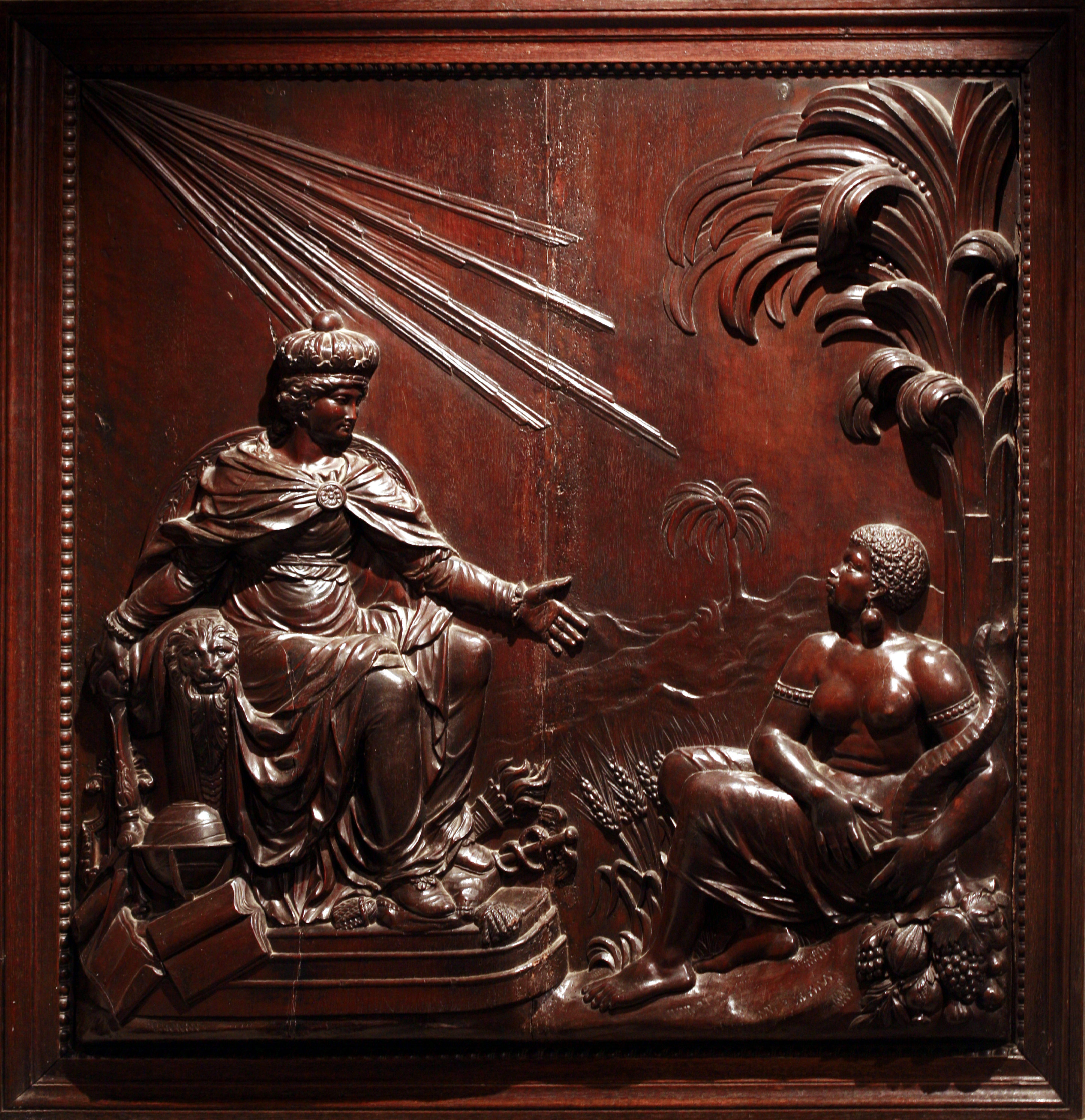
پانل پایه: فرانسه پرتوهای علمی را به آفریقا هدایت می‌کند
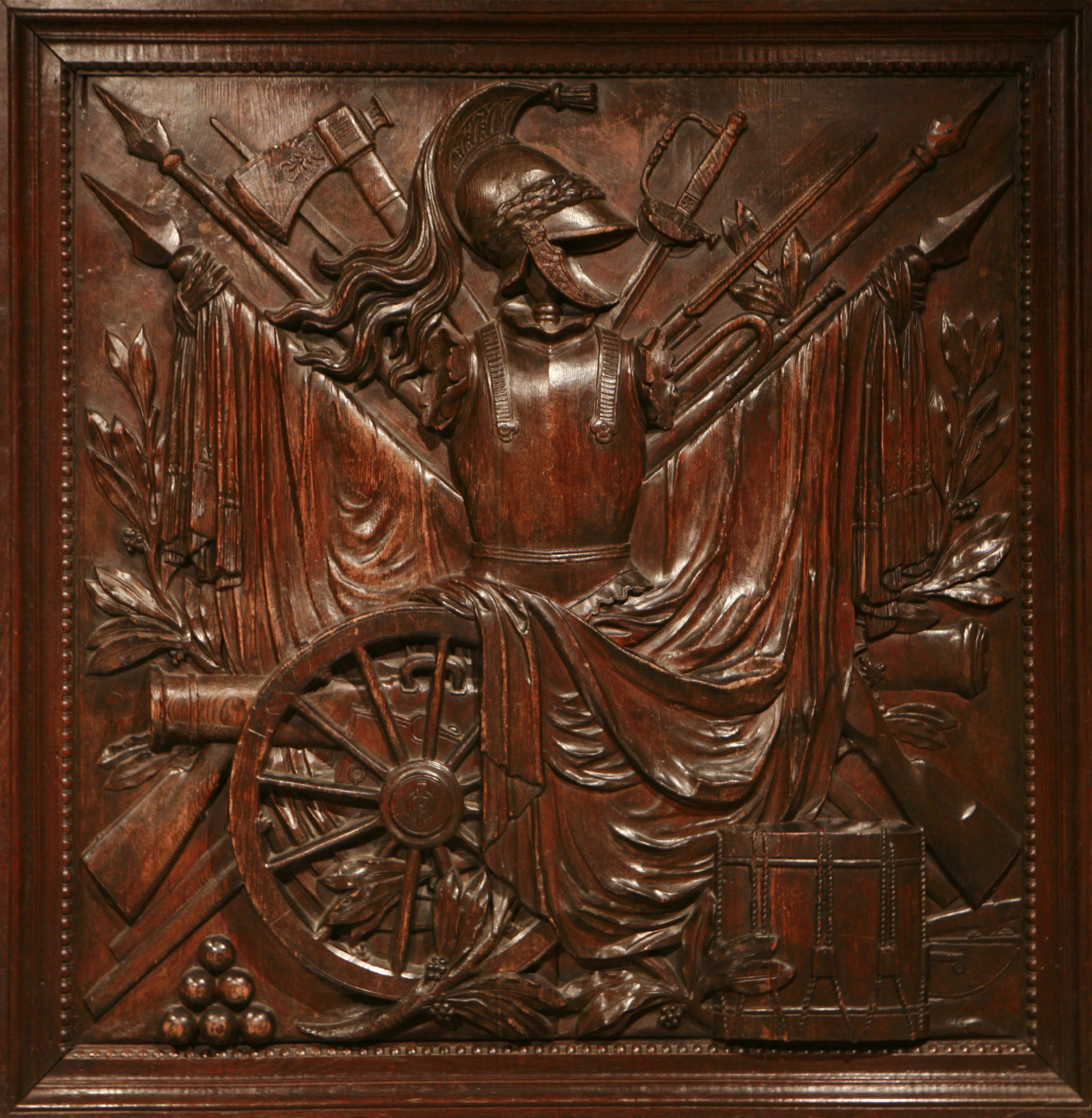
پانل پایه: ارتش
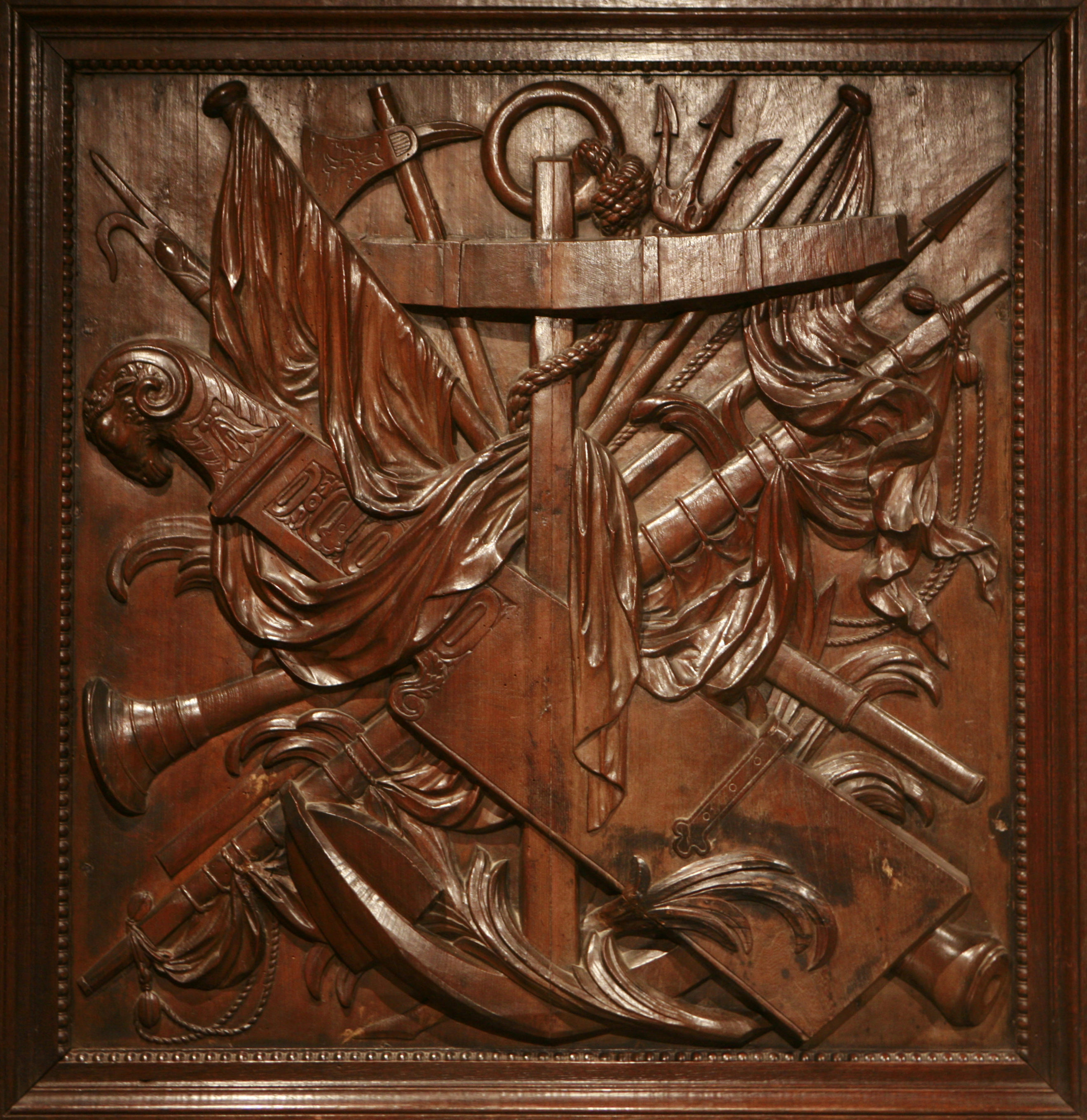
پانل پایه: نیروی دریایی
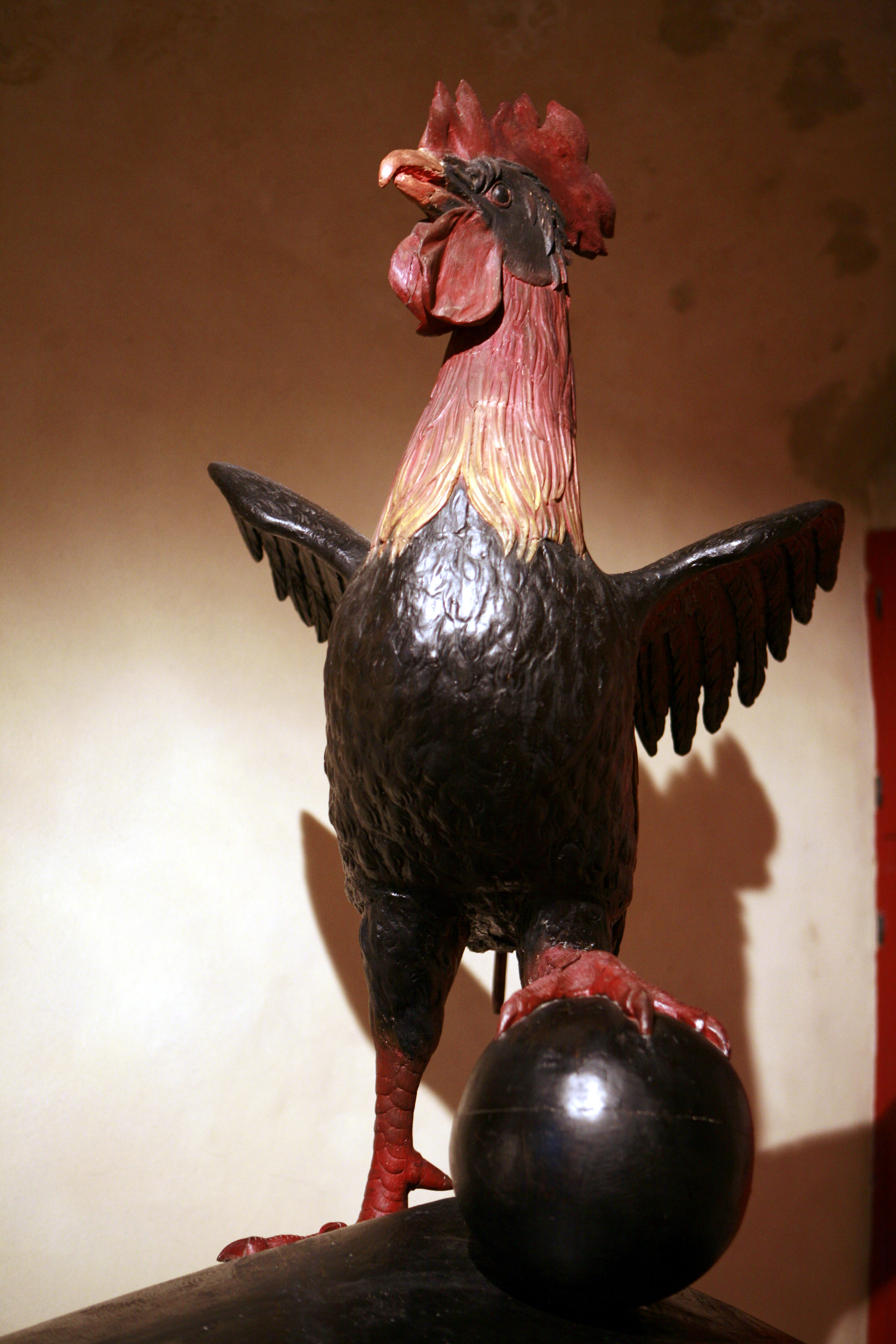
بالای بنای یادبود